# Alvah Sabin

Alvah Sabin

Alvah Sabin (* 23. Oktober 1793 in Georgia, Vermont; † 22. Januar 1885 in Sycamore, Illinois) war ein US-amerikanischer Politiker. Zwischen 1853 und 1857 vertrat er den dritten Wahlbezirk des Bundesstaates Vermont im US-Repräsentantenhaus.

## Werdegang
Alvah Sabin besuchte die öffentlichen Schulen seiner Heimat und danach das Burlington College. Dann wurde er Mitglied der Miliz von Vermont und nahm am Britisch-Amerikanischen Krieg von 1812 teil. Nach dem Krieg studierte er in Philadelphia Theologie. Sabin beendete seine Ausbildung im Jahr 1821 mit einem Studium am Columbian College, der heutigen George Washington University in Washington. Nach seiner Ordination zum Geistlichen predigte er in verschiedenen Städten, ehe er im Jahr 1825 in seinen Geburtsort Georgia zurückkehrte. In den folgenden 40 Jahren war er neben seiner politischen Tätigkeit als Pastor der Georgia Baptist Church tätig.
Politisch schloss sich Sabin der Opposition gegen die Demokratische Partei von Andrew Jackson an und wurde Mitglied der Whig Party. Zwischen 1826 und 1862 war er mit Unterbrechungen insgesamt 17 Jahre lang Abgeordneter im Repräsentantenhaus von Vermont. In den Jahren 1841, 1843 und 1845 gehörte er auch dem Staatssenat an. 1841 war er als Secretary of State geschäftsführender Beamter des Staates Vermont.
1852 wurde Sabin als Kandidat der Whigs im dritten Distrikt von Vermont in das US-Repräsentantenhaus gewählt. Dort trat er am 4. März 1853 die Nachfolge von James Meacham an. Nach einer Wiederwahl im Jahr 1857 konnte er bis zum 3. März 1857 zwei Legislaturperioden im Kongress absolvieren. Ab 1855 war er Vorsitzender des Committee on Revisal and Unfinished Business. Seine Zeit im Kongress war von den Diskussionen im Vorfeld des Bürgerkrieges überschattet. Im Jahr 1856 verzichtete Sabin auf eine weitere Kandidatur.
Sabin war Delegierter auf der ersten bundesweiten Versammlung zur Abschaffung der Sklaverei. Zwischen 1861 und 1862 war er als County Commissioner für das Franklin County tätig. Im Jahr 1867 zog er nach Sycamore in Illinois, wo er wieder als Geistlicher arbeitete. Er starb im Januar 1885 im Alter von 91 Jahren in Sycamore und wurde in seinem Heimatort Georgia beigesetzt.